# Седам и по
Седам и по је српски омнибус филм снимљен 2006. године у режији Мирослава Момчиловића, који се потписује и као сценариста филма.
Премијера филма одржана је у Београду, 12. септембра 2006. године у Центру "Сава".

## Радња
Седам прича из краја које повезује лајт-мотив седам смртних грехова, на комичан начин третирају свакодневицу Новобеограђана опседнутих својим ситним слабостима и вођених страстима. Ништа људско им није страно и не либе се да прелазе границе моралног, будући да сваки од њих морал схвата на себи својствен начин.
Прича о седам смртних грехова, ипак, није морализаторска — она открива да и поред греха и грешака постоји тренутак прочишћења и искупљења јунака. Њихови животи нису у хришћанском смислу грешни, њихове слабости свакако су последица времена у коме живимо и на тренутак одражавају осећај бесциљности.
Гордост, очајање у лењости, завист, гнев, среброљубље, разврат и неумереност у јелу и пићу — то јесу библијски греси али у савремено доба постају скоро апсурдни у контексту много горих и већих цивилизацијских проблема.
Зато сценарио непрестано позива на смех — овладати својим страховима и проблемима, насмејати се себи у себи, бити аутоироничан, то је начин превазилажења сопствене боли. Јунаке боли то што им тако мало а ипак довољно недостаје да буду срећни.
Иако наизглед неповезани у сопственим греховима, сви јунаци ће на крају завршити на истом месту: у болници.

### Приче

#### Грех 1 — Среброљубље
Кебоја и Радуле желе да код фудбалског аса Марадоне изазову сажаљење шаљући му патетична писма и видео-касете не би ли се домогли „хлеба без мотике“, но, похлепа их одводи у лудило.
- Улоге: Бранислав Трифуновић, Никола Вујовић, Гордана Ђурђевић-Димић и Анђелика Симић.[6]

#### Грех 2 — Гнев
Тадија је билдер на стероидима који жели да се освети за понижење које је доживео као неугледни клинац, али га управо гнев онемогућава да то уради како је замислио.
- Улоге: Милош Тимотијевић, Марко Васовић, Марија Каран, Радослав Миленковић и Тома Трифуновић.[6]

#### Грех 3 — Разврат
Обрад и Радоје, политичар и инспектор, који се упознају путем Интернета, деле исту воајерску страст — воле да гледају девојчице, али никада не прелазе границу педофилије.
- Улоге: Бранко Видаковић, Борис Комненић и Ксенија Бујисић.[6]

#### Грех 4 — Неумереност у јелу и пићу
Адам и Верица радо долазе на коктеле и отварања изложби само да би се добро најели и напили, све док не поједу и изложбени експонат — пихтије од људског сала.
- Улоге: Ненад Јездић, Наташа Марковић, Горан Султановић, Кокан Младеновић, Александра Јанковић, Ахмет Бурић, Ђорђе Марјановић и Бора Ненић.[6]

#### Грех 5 — Гордост
Срђан и Зорица су брачни пар који пред милионским аудиторијумом квиза износи свој „прљав веш“ губећи могућност освајања четири милиона динара.
- Улоге: Гордан Кичић, Љубинка Кларић и Лане Гутовић.[6]

#### Грех 6 — Очајање у лењости
Симка и Конда су префињени лопови које мрзи чак и да се попну до врха солитера и обију богаташки стан.
- Улоге: Никола Ђуричко, Борис Миливојевић, Дубравко Јовановић, Мира Ступица, Ана Станић и Зорка Манојловић.[6]

#### Грех 7 — Завист
Муса и Бањац, средовечне дангубе, завиде избеглици из Босне, Бурету, јер се „снашао“ и отворио локал са ћевапима.
- Улоге: Срђан Милетић, Милош Самолов, Младен Нелевић, Милица Михајловић и Марија Арсић.[6]

## Награде
- Друга награда за продукцију Бригади на 36. SOFEST-u у Сопоту.[7]
- YU FIPRESCI награда Мирославу Момчиловићу за најбољи домаћи филм у 2006.[7]
- Горки лист Creativity Award Мирославу Момчиловићу.[7]
- Филм је на глумачким сусретима у Нишу донео награду „Цар Константин“ Милану Гутовићу за најбољу мушку улогу, награду „Царица Теодора“ Мири Ступици за најбољу женску епизодну улогу и награду „FIPRESCI“ Ненаду Јездићу за најбољу мушку улогу.[7]
- На фестивалу филмског сценарија у Врњачкој Бањи Прва награда за најбољи сценарио припала је Мирославу Момчиловићу, као и награда за допринос фестивалу.[8]
- "Azzeddine Meddour" награда за најбољег дебитанта на 13. Tetouan International Mediterranean Film Festival.[7]
- Нагарада на најбољи дебитантски филм Мирославу Момчиловићу на Nagrada 6. Roma Independent Film Festival.[7]
- Филму „Седам и по“ припале су и четири „Златне мимозе“ на 20. Херцегновском филмском фестивалу - за најбољи сценарио Мирославу Момчиловићу, за камеру Димитрију Јоковићу, за костим Славни Мартиновић и за тон Бранку Ђорђевићу.[7]
- Филму је припала и традиционална награда публике „ТВ новости“.[7]